# Frostastaðavatn

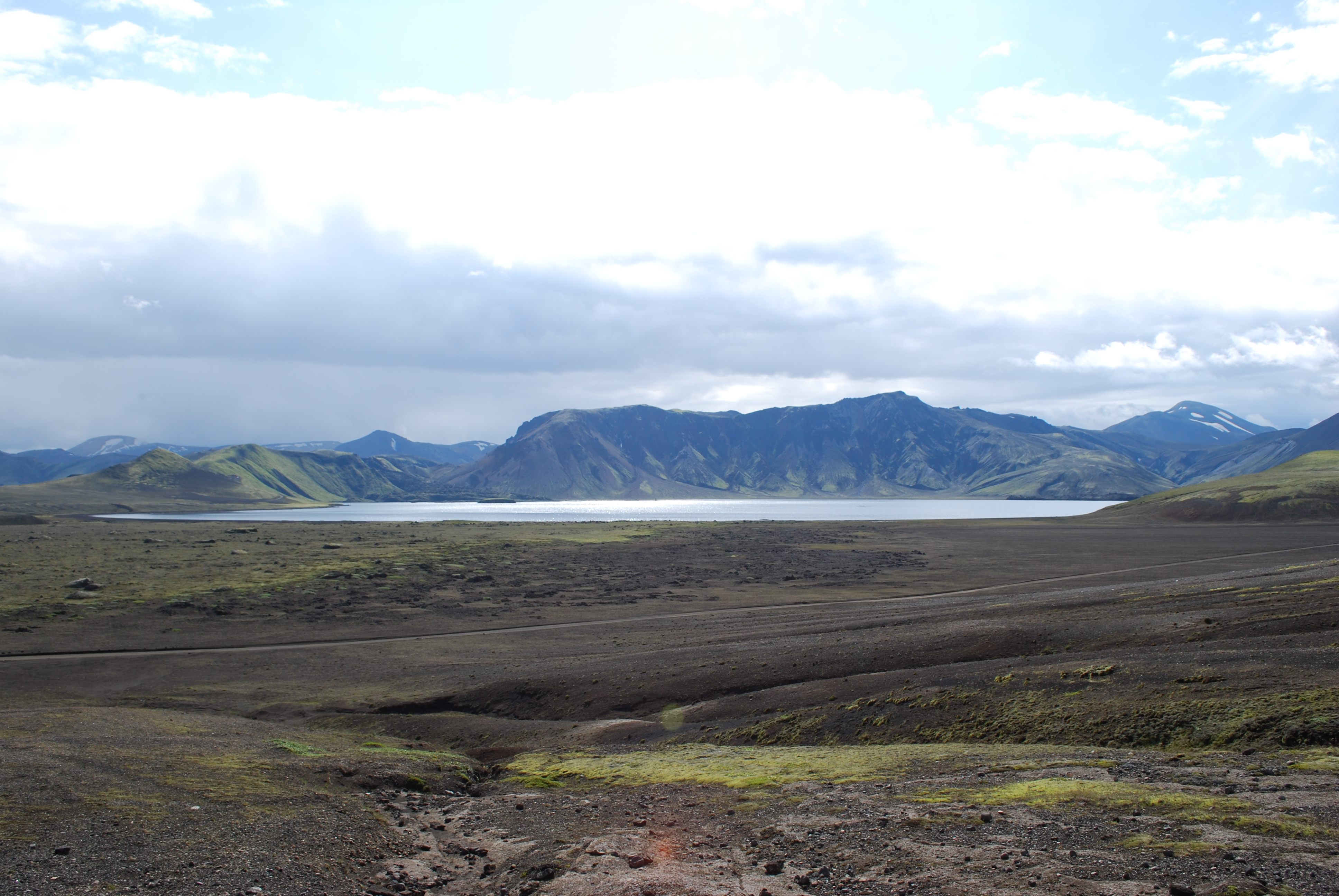
Frostastaðavatn aus Richtung Norden

Der Frostastaðavatn ist ein See im Hochland von Island. Er liegt im Gemeindegebiet von Rangárþing ytra.

## Lage
Er liegt ca. 5 km nördlich von Landmannalaugar und nicht weit entfernt vom Vulkan Hekla. Gleichzeitig befindet er sich im Hochweidengebiet Landmannaafréttur.

## Vulkanismus
Die Umgebung des Sees zeugt von aktivem Vulkanismus. Zwei Lavafelder, das Námshraun, ein Lavafeld aus Rhyolith mit einem großen Lavafall und das Norðurnámshraun reichen im Süden bis an bzw. in den See. Sie stammen beide von einem explosiven Vulkanausbruch im System der Veiðivötn, zu dem der See gehört, im Jahre 1480. Weitere Lavafelder in der Umgebung des Sees sind das Domadalshraun im Westen und das Frostastaðahraun im Norden.
Der See besticht je nach Wetter durch die auffallend grüne bzw. blaue Farbe seines Wassers.

## Hochlandpisten
An seinen Ufern treffen sich zwei Hochlandpisten Fjallabaksleið nyrðri  und Landmannaleið .
Außerdem führt vom See aus eine schwer befahrbare Piste zum Krater Ljótipollur, der zu den Veiðivötn gehört.

## Volkssagen
Sagen weisen ebenso wie der Name auf frühere Besiedlung an seinen Ufern hin. Der Name ist abgeleitet von isl. staður (Ort, Ansiedlung) und isl. frost = Frost, Kälte, also der dt. See des kalten Ortes. Dort soll sich ein Hof namens Frostastaðir befunden haben.
In der Volkssage, die von dem Hof spricht, erzählt man vom Verzehr verzauberter, behaarter Fische aus dem See, der die Bewohner des einst dort gelegenen Hofes das Leben gekostet haben soll. Eine weitere Sage berichtet von einem Mädchen, das einem Mann, der es verschmäht hatte, eine behaarte Forelle zu essen gab. Inzwischen werden im See wieder Fische gefangen und in Landmannalaugar verkauft. Soweit man weiß, waren keine behaarten darunter.